# Lista de candidaturas do Partido da Social Democracia Brasileira ao Governo de Minas Gerais
Lista das Candidaturas do Partido da Social Democracia Brasileira ao Governo de Minas Gerais desde a sua fundação, incluindo candidatos à vice, coligação e desempenho eleitoral.

## Candidaturas
| Ano                                                                                       | Candidato à Governador | Candidato à Governador | Cargo Anterior                                                                       | Candidato (a) à Vice-governador (a) | Partido | Coligação | T.        | Votos     | %      | P.         | Resultado  | Quem Venceu            |
| ----------------------------------------------------------------------------------------- | ---------------------- | ---------------------- | ------------------------------------------------------------------------------------ | ----------------------------------- | ------- | --- | --------- | --------- | ------ | ---------- | ---------- | ---------------------- |
| 1990                                                                                      | Pimenta da Veiga       |                        | Prefeito de Belo Horizonte - Deputado Federal por Minas Gerais                       | Dorothea Werneck                    | PSDB    | Todos por Minas (PSDB, PDT)                                                                                          | 1°        | 858.881   | 15,67% | 3°         | Não Eleito | Hélio Garcia (PRS)     |
| 1994                                                                                      | Eduardo Azeredo        |                        | Prefeito de Belo Horizonte - Vice-prefeito de Belo Horizonte                         | Walfrido Mares Guia                 | PTB     | Todos por Minas (PSDB, PTB, PL)                                                                                      | 1°        | 1.629.711 | 27,20% | 2°         | 2° Turno   | O próprio              |
| 1994                                                                                      | Eduardo Azeredo        | 2°                     | Prefeito de Belo Horizonte - Vice-prefeito de Belo Horizonte                         | Walfrido Mares Guia                 | PTB     | Todos por Minas (PSDB, PTB, PL)                                                                                      | 4.370.836 | 58,65%    | 1°     | Eleito     |            | O próprio              |
| 1997 - Advento da Reeleição para cargos executivos (Presidente, Governadores e Prefeitos) |                        |                        |                                                                                      |                                     |         | |           |           |        |            |            |                        |
| 1998                                                                                      | Eduardo Azeredo        |                        | Prefeito de Belo Horizonte - Governador de Minas Gerais (1995-1998)                  | Clésio Andrade                      | PFL     | Construindo o Futuro de Minas (PSDB, PFL, PPB, PTB, PSD, PSN)                                                        | 1°        | 2.665.500 | 38,32% | 2°         | 2° Turno   | Itamar Franco (PMDB)   |
| 1998                                                                                      | Eduardo Azeredo        | 2°                     | Prefeito de Belo Horizonte - Governador de Minas Gerais (1995-1998)                  | Clésio Andrade                      | PFL     | Construindo o Futuro de Minas (PSDB, PFL, PPB, PTB, PSD, PSN)                                                        | 3.537.458 | 42,38%    | 2°     | Não Eleito |            | Itamar Franco (PMDB)   |
| 2002                                                                                      | Aécio Neves            |                        | Deputado Federal por Minas Gerais                                                    | Clésio Andrade                      | PFL     | Minas Unida (PSDB, PFL, PPB, PV, PSL, PTN, PAN, PRTB, PHS)                                                           | 1°        | 5.282.043 | 57,68% | 1°         | Eleito     | O próprio              |
| 2006                                                                                      | Aécio Neves            |                        | Deputado Federal por Minas Gerais- Governador de Minas Gerais (2003-2006)            | Antonio Anastasia                   | PSDB    | Minas Não Pode Parar (PSDB, PFL, PP, PL, PSB PTB, PPS, PAN, PSC, PHS)                                                | 1°        | 7.482.809 | 77,03% | 1°         | Eleito     | O próprio              |
| 2010                                                                                      | Antonio Anastasia      |                        | Vice-governador de Minas Gerais (2007-2010) - Ministro do Trabalho do Brasil (1998)  | Alberto Pinto Coelho                | PP      | Somos Minas Gerais (PSDB, DEM, PP, PR, PSB PDT, PTB, PPS, PMN, PSC, PSDC, PSL)                                       | 1°        | 6.275.520 | 62,72% | 1°         | Eleito     | O próprio              |
| 2014                                                                                      | Pimenta da Veiga       |                        | Prefeito de Belo Horizonte - Deputado Federal por Minas Gerais                       | Dinis Pinheiro                      | PP      | Todos por Minas (PSDB, PP, PSD, PR, DEM, PDT, PTB, Solidariedade, PPS, PSC, PV, PMN, PSL, PTC, PTdoB, PEN, PHS, PRP) | 1°        | 4.240.706 | 41,89% | 2°         | Não Eleito | Fernando Pimentel (PT) |
| 2018                                                                                      | Antonio Anastasia      |                        | Governador de Minas Gerais (2011-2014) - Vice-governador de Minas Gerais (2007-2010) | Marcos Montes                       | PSD     | Reconstruir Minas (PSDB, PSD, DEM, Solidariedade, PTB, PPS, PMN, PSC, PP, PR, PTC, PATRI, PMB)                       | 1°        | 2.814.704 | 29,06% | 2°         | 2° Turno   | Romeu Zema (NOVO)      |
| 2018                                                                                      | Antonio Anastasia      | 2°                     | Governador de Minas Gerais (2011-2014) - Vice-governador de Minas Gerais (2007-2010) | Marcos Montes                       | PSD     | Reconstruir Minas (PSDB, PSD, DEM, Solidariedade, PTB, PPS, PMN, PSC, PP, PR, PTC, PATRI, PMB)                       | 2.734.452 | 28,20%    | 2°     | Não Eleito |            | Romeu Zema (NOVO)      |
| 2022                                                                                      | Marcus Pestana         |                        | Deputado Federal por Minas Gerais                                                    | Paulo Brant                         | PSDB    | O Futuro em Nossas Mãos (Fed. PSDB Cidadania, PDT)                                                                   | 1°        | 60.637    | 0,56%  | 4°         | Não Eleito | Romeu Zema (NOVO)      |